# Lukšiai

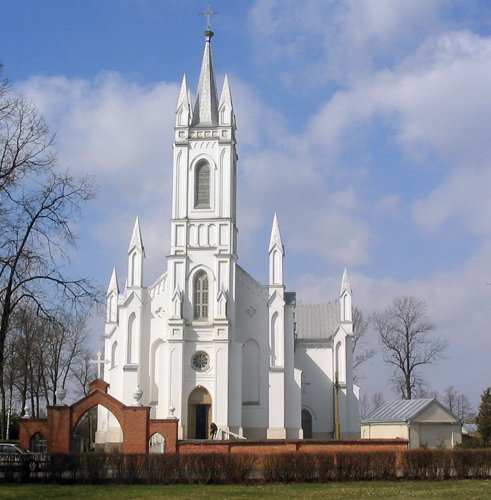
St. Josephs Kirche Lukšiai

Lukšiai ist ein „Städtchen“ (miestelis) in der Rajongemeinde Šakiai im südwestlichen Litauen. Der Ort liegt an der Siesartis, einem Nebenfluss der Šešupė. Das Städtchen liegt an der Fernstraße 140 (Kaunas–Zapyškis–Šakiai), 8 km nach Osten vom Gemeindehauptort Šakiai. Lukšiai ist das Zentrum des Amtsbezirks Lukšiai, der aus zwei Unterbezirken besteht (Ežero und Siesarties). Zum Ort gehört die katholische St.-Josephs-Kirche, ein Postamt (LT-71005). 1939 wurde eine Molkerei gegründet. Sie war eine spätere Betriebsstätte des sowjetlitauischen Milchkombinats Kaunas, heute das milchverarbeitendes Unternehmen UAB „Lukšių pieninė“. Zum ersten Mal wurde der Ort in den Jahren zwischen 1697 und 1706 erwähnt (im Kirchenbuch von Sintautai, es gehörte dem Gebiet der Ältestenschaft von Veliuona im Großfürstentum Litauen).